# Zelenivka
Zelenivka (în ucraineană Зеленівка) este o așezare de tip urban din orașul regional Herson, regiunea Herson, Ucraina. În afara localității principale, mai cuprinde și satele Bohdanivka și Petrivka.

## Demografie
Componența lingvistică a așezării de tip urban Zelenivka
     Ucraineană (86,37%)
     Rusă (13,04%)
     Alte limbi (0,22%)
Conform recensământului din 2001, majoritatea populației așezării de tip urban Zelenivka era vorbitoare de ucraineană (86,37%), existând în minoritate și vorbitori de rusă (13,04%).